# Черкасский поселковый совет (Новомосковский район)
Черкасский поселковый совет (укр. Черкаська селищна рада) — упразднённая административная единица в Новомосковском районе Днепропетровской области Украины.
Административный центр поселкового совета находился в
пгт Черкасское.

## История
- 17 июля 2020 года пгт Черкасское вошёл в состав Черкасской поселковой общины Новомосковского района Днепропетровской области.

## Населённые пункты совета
- пгт Черкасское